# Sideroxylon
Sideroxylon är ett släkte av tvåhjärtbladiga växter. Sideroxylon ingår i familjen Sapotaceae.

## Bildgalleri

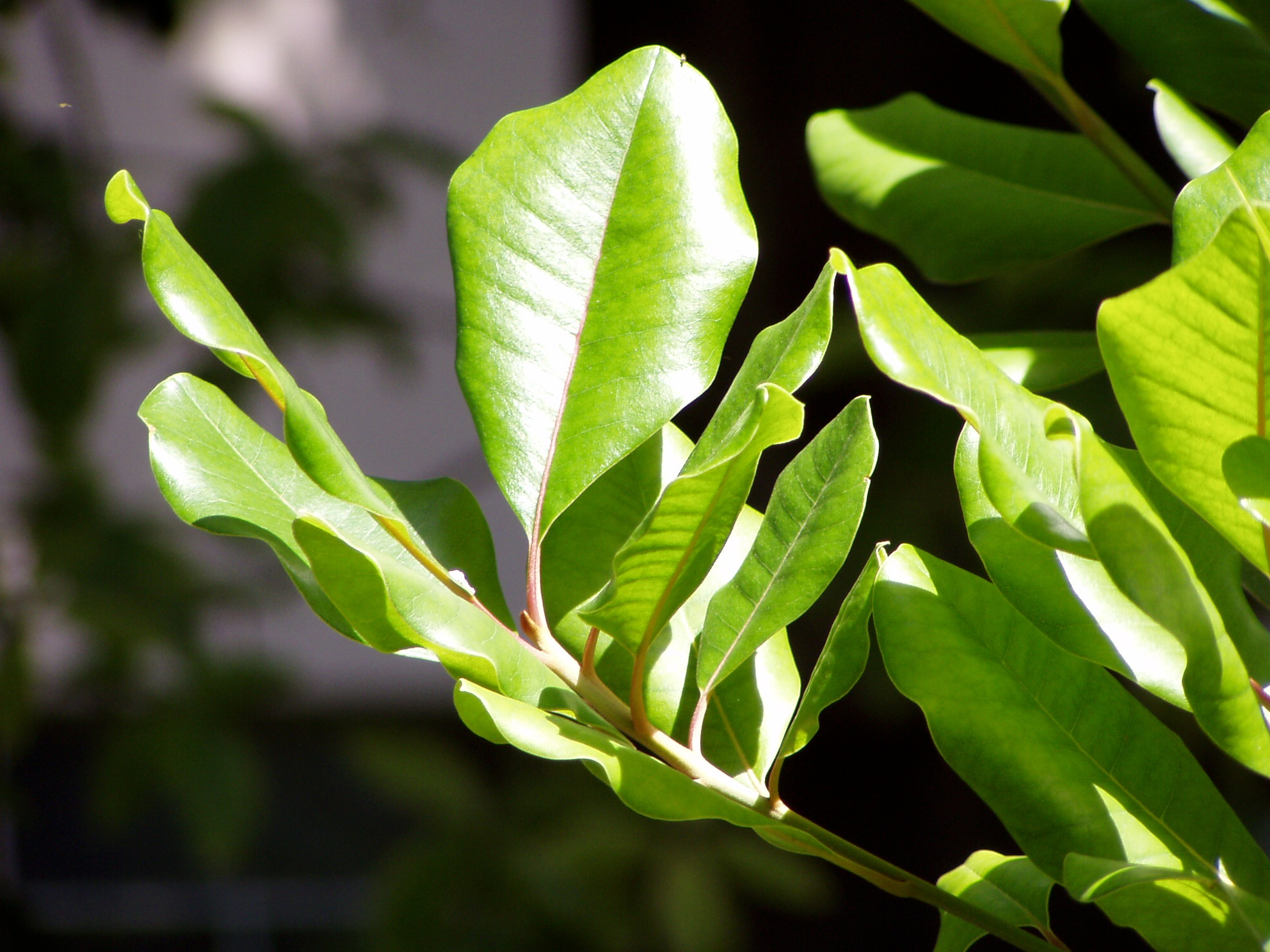
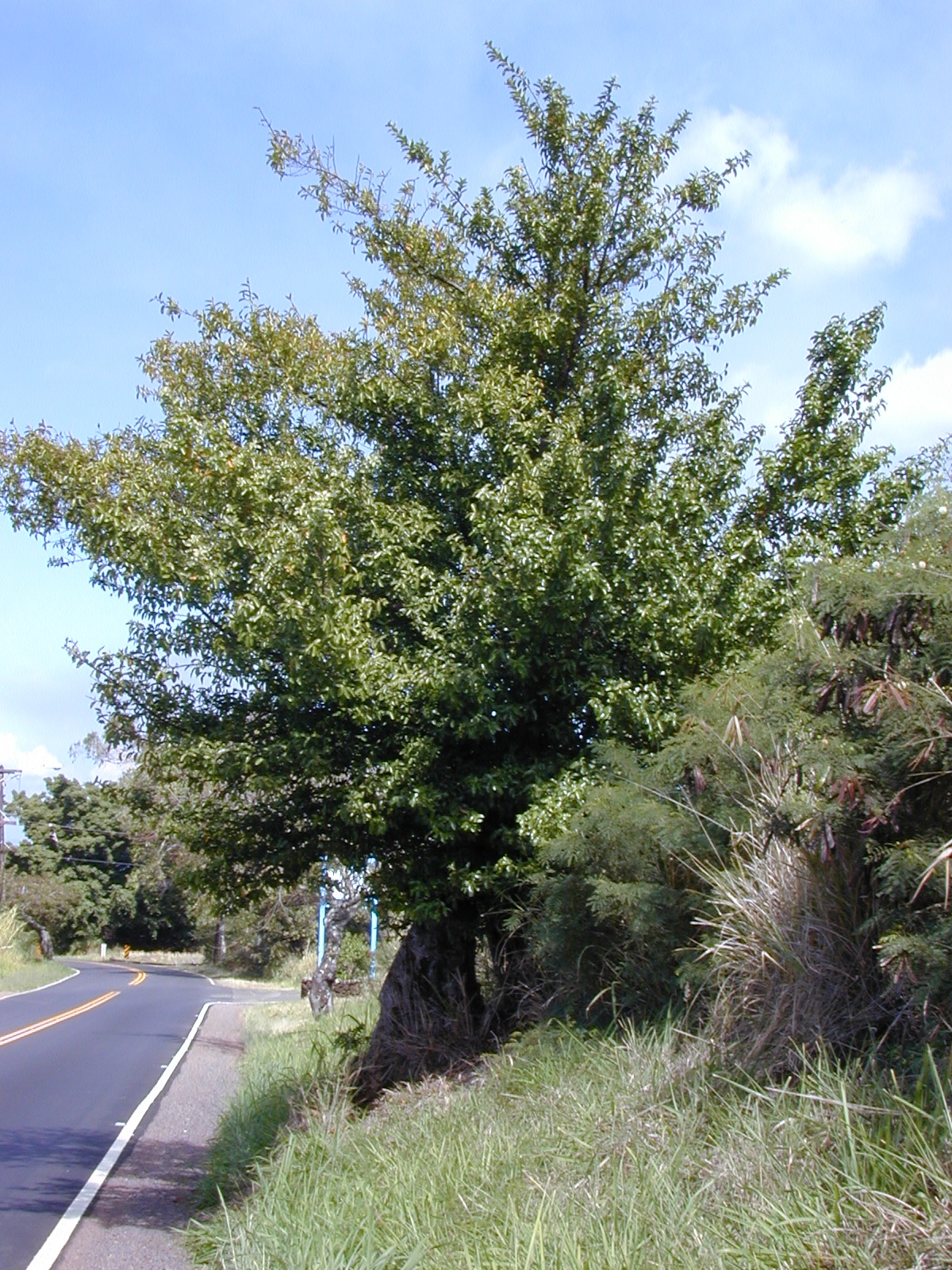

## Dottertaxa tillSideroxylon, i alfabetisk ordning[1]
- Sideroxylon acunae
- Sideroxylon alachense
- Sideroxylon altamiranoi
- Sideroxylon americanum
- Sideroxylon anomalum
- Sideroxylon beguei
- Sideroxylon bequaertii
- Sideroxylon betsimisarakum
- Sideroxylon borbonicum
- Sideroxylon boutonianum
- Sideroxylon bullatum
- Sideroxylon canariense
- Sideroxylon cantoniense
- Sideroxylon capiri
- Sideroxylon capuronii
- Sideroxylon cartilagineum
- Sideroxylon celastrinum
- Sideroxylon cinereum
- Sideroxylon contrerasii
- Sideroxylon cubense
- Sideroxylon discolor
- Sideroxylon dominicanum
- Sideroxylon durifolium
- Sideroxylon ekmanianum
- Sideroxylon eriocarpum
- Sideroxylon eucoriaceum
- Sideroxylon eucuneifolium
- Sideroxylon excavatum
- Sideroxylon fimbriatum
- Sideroxylon floribundum
- Sideroxylon foetidissimum
- Sideroxylon galeatum
- Sideroxylon gerrardianum
- Sideroxylon grandiflorum
- Sideroxylon hirtiantherum
- Sideroxylon horridum
- Sideroxylon ibarrae
- Sideroxylon inerme
- Sideroxylon jubilla
- Sideroxylon lanuginosum
- Sideroxylon leucophyllum
- Sideroxylon lycioides
- Sideroxylon macrocarpum
- Sideroxylon majus
- Sideroxylon marginatum
- Sideroxylon mascatense
- Sideroxylon mirmulans
- Sideroxylon moaense
- Sideroxylon montanum
- Sideroxylon nadeaudii
- Sideroxylon nervosum
- Sideroxylon obovatum
- Sideroxylon obtusifolium
- Sideroxylon occidentale
- Sideroxylon octosepalum
- Sideroxylon oxyacanthum
- Sideroxylon palmeri
- Sideroxylon peninsulare
- Sideroxylon persimile
- Sideroxylon picardae
- Sideroxylon polynesicum
- Sideroxylon portoricense
- Sideroxylon puberulum
- Sideroxylon reclinatum
- Sideroxylon repens
- Sideroxylon retinerve
- Sideroxylon rotundifolium
- Sideroxylon rubiginosum
- Sideroxylon salicifolium
- Sideroxylon saxorum
- Sideroxylon sessiliflorum
- Sideroxylon socorrense
- Sideroxylon stenospermum
- Sideroxylon stevensonii
- Sideroxylon st-johnianum
- Sideroxylon tambolokoko
- Sideroxylon tenax
- Sideroxylon tepicense
- Sideroxylon thornei
- Sideroxylon verruculosum
- Sideroxylon wightianum